# Libyens flagga
Libyens flagga har tre horisontella fält i rött, svart och grönt. På det svarta bandet, vilket är bredare, finns en vit halvmåne och femuddig stjärna. Den antogs av Libyen 2011 som en följd av det Libyska inbördeskriget.

## Symbolik
Flaggan med tre fält i rött, svart och grönt liknar den panafrikanska flaggan. Rött, svart, vitt och grönt tillhör också de panarabiska färgerna. Flaggan visar på så sätt både på den arabiska och afrikanska identiteten i landet. Halvmånen och stjärnan symboliserar islam. Vit halvmåne och stjärna på svart botten i mitten av flaggan härstammar från Cyrenaicaemiratets flagga. Den flaggans ovanliga svartvita färgkombination härstammade från tidigare religiösa banér. Idris I som år 1951 blev Libyens kung var ledare för en religiös orden, Sanusiya.

## Historik
Efter Libyens självständighet från Italien 1951 antogs en flagga i de panarabiska färgerna rött, svart och grönt med en vit halvmåne och stjärna. Efter statskuppen 1969 då kungamakten avskaffades antogs en röd, vit och svart flagga. Under federationen med Egypten och Syrien användes en gemensam federationsflagga. Libyen lämnade samarbetet med Egypten och Syrien 1977 och införde i samband med detta en ny flagga av Muammar al-Gaddafi som var helt grön. Denna flagga användes mellan 1977 och 2011 och var då världens enda helt enfärgade nationsflagga som helt saknade någon symbol. Sedan Gaddafis motståndare tagit över styret av landet och blivit internationellt erkända har man återgått till att använda 1951 års flagga som Libyens officiella flagga.

## Libyska inbördeskriget
Flaggorna var viktiga symboler under Libyska inbördeskriget 2011. 1977 års helgröna flagga sågs som en symbol för Muammar al-Gaddafi, och hans styrkor använde också denna som symbol. Gaddafis motståndare använde istället den flagga som Libyen hade mellan 1951 och 1969, och denna fanns (finns) på deras militärfordon. Efter att de under hösten 2011 tagit kontroll över hela landet, infördes den som officiell flagga för Libyen. FN har erkänt denna flagga som Libyens officiella flagga.

## Tidigare flaggor

Den libyska regionen i Osmanska riket 1864–1911
Cyrenaicaemiratet 1949–1951
Libyens flagga 1951–1969
Idris kungliga baner 1951–1969
Libyens flagga 1969–1972
Federationsflaggan 1972–1977
Libyens flagga 1977–2011
Libyens örlogsflagga 1977–2011